# 바이에른의 마리아 아나 빅토리아
마리아 아나 폰 바이에른 선제후녀(독일어: Maria Anna von Bayern, 1660년 11월 28일 ~ 1690년 4월 20일)는 프랑스의 왕태자 루이의 첫 번째 아내이다. 프랑스에서는 마리 안 크리스틴 빅투아르 드 바비에르(프랑스어: Marie Anne Christine Victoire de Bavière)로 불렸다.

## 생애
바이에른 선제후 페르디난트 마리아와 사보이의 헨리에테 아델하이트 사이에서 장녀로 태어난 마리아 아나는 1668년 프랑스의 미래의 왕태자비로 정해졌다. 모국어인 독일어 외에도 프랑스어, 이탈리아어, 라틴어를 배우는 등 왕태자비로서 필요한 교육을 받았다.
1680년 루이 14세의 장남이자 육촌 동생인 도팽 루이와 결혼하였고, 도팽의 아내로서 마담 라 도핀(Madame la Dauphine)으로 불리게 되었다. 시어머니인 마리 테레즈가 죽자 마리아 아나는 프랑스 궁정에서 가장 지위가 높은 귀부인이 되었지만 주위의 기대에도 불구하고 마리아 아나는 건강 악화로 자신에게 주어진 책무를 다 수행할 수가 없었다. 이에 실망한 시아버지 루이 14세의 태도는 냉담했고, 남편 루이 또한 따로 애인을 두고 그녀에게 관심을 두지 않아 마리아 아나의 베르사유 생활은 고독했다. 그녀는 자신과 같은 독일 출신의 팔츠의 엘리자베트 샤를로트와 가까이 지냈다. 마리아 아나는 1690년 29세의 나이로 죽었다.

## 자녀
| 사진 | 이름   | 생일             | 사망                  | 기타                          |
| ---- | ------ | ---------------- | --------------------- | ----------------------------- |
|      | 루이   | 1682년 8월 16일  | 1712년 2월 18일(29세) | 부르고뉴 공작, 슬하 3남       |
|      | 필리프 | 1683년 12월 19일 | 1746년 7월 9일(62세)  | 스페인 국왕으로 추대, 8남 3녀 |
|      | 샤를   | 1686년 7월 31일  | 1714년 5월 5일(27세)  | 베리 공작, 미혼               |